# 掌叶海金沙
掌叶海金沙（学名：Lygodium digitatum）为海金沙科海金沙属下的一个种。